# سفارة العراق لدى البحرين
سفارة العراق لدى البحرين هي البعثة الدبلوماسية لجمهورية العراق لدى مملكة البحرين، وتقع بالعاصمة المنامة.